# Mitaka
Mitaka (三鷹市, Mitaka-shi) est une ville de la métropole de Tokyo, au Japon.

## Géographie

### Situation
Mitaka est située dans le centre de la métropole de Tokyo, à l'ouest des 23 arrondissements de Tokyo.

### Municipalités limitrophes
| Koganei | Musashino | Musashino |
| Chōfu   | Mitaka    | Suginami  |
| Chōfu   | Chōfu     | Setagaya  |

### Démographie
Avec seulement 6 500 habitants en 1926, sa population atteint 180 000 citoyens en 2019. Des vagues migratoires sont soulignés avec le tremblement de terre de Tokyo en 1923 et les bombardements du centre-ville en 1945. 
De 2 679 fermiers en 1975, ce chiffre descend à 881 en 2019. Cette chute, provoquée par l'urbanisation est relative puisque cette ville représente la pointe verte de la capitale japonaise. Le nombre de maraichers au km2 est remarquable et se fait ressentir comme un modèle urbain atypique pour la banlieue de Tokyo.
En 2003, sa population a été estimée à 175 995 habitants et sa densité s'élève à 10 666,36 personnes au km2. Sa superficie est de 16,42 km2.

## Histoire
La région de Mitaka faisait partie de l'ancienne province de Musashi. Lors de la réforme cadastrale du 22 juillet 1878, la zone fut intégrée au district de Kitatama dans la préfecture de Kanagawa et village moderne de Mitaka est créé le 1er avril 1889. Le district de Kitatama est transféré à la préfecture de Tokyo le 1er avril 1893. Mitaka est élevé au statut de bourg en 1940, puis de ville le 3 novembre 1950.
En 1949, l'accident de Mitaka se produit à la gare de Mitaka, faisant 6 morts et 20 blessés.

## Education
Depuis 1949, l'International Christian University est située à Mitaka.

## Culture locale et patrimoine
Mitaka accueille le musée Ghibli depuis 2001.
Le parc d'Inokashira se trouve en partie à Mitaka.

## Transports
La ville est desservie par trois lignes ferroviaires : la ligne Chūō et la ligne Chūō-Sōbu de la compagnie JR East ainsi que la ligne Inokashira de la compagnie Keiō.
La gare de Mitaka est la gare la plus importante.

## Jumelages
Mitaka est jumelée avec :
- Yabuki (Japon)[5],
- Tatsuno (Japon)[6].

## Personnalités liées à la municipalité
L'écrivain Osamu Dazai a vécu à Mitaka jusqu'en avril 1945, date à laquelle sa maison est détruite par les bombardements.